# Proasellus chauvini
Proasellus chauvini és una espècie de crustaci isòpode pertanyent a la família dels asèl·lids.

## Hàbitat
És una espècie demersal, la qual viu a l'aigua dolça de fonts càrstiques.

## Distribució geogràfica
Es troba a Europa: França.